# Костанєвиця-на-Кркі (община)
Община Костанєвиця-на-Кркі (словен. Občina Kostanjevica na Krki) — одна з общин в південній Словенії. Адміністративним центром є місто Костанєвиця-на-Кркі.

## Населення
У 2010 році в общині проживало 2421 осіб, 1192 чоловіків і 1229 жінок. Чисельність економічно активного населення (за місцем проживання), 1093 осіб. Середня щомісячна чиста заробітна плата одного працівника (EUR), 667,29 (в середньому по Словенії 966.62). Приблизно кожен другий житель у громаді має автомобіль (44 автомобілів на 100 жителів). Середній вік жителів склав 41,2 роки (в середньому по Словенії 41.6). 